# Bandera de Palau
L'actual bandera de la república de Palau es va adoptar l'1 de gener de 1981 a partir d'un disseny creat per Blau Skebong el 1979 i aprovada el 1980. Quan l'arxipèlag va deixar de ser un dels territoris fideïcomissaris de les Nacions Unides va adoptar la seva pròpia bandera. Com molts altres arxipèlags delPacífic, utilitza el color blau per representar l'oceà. Per una banda això li dona a la bandera certa similitud amb la de Micronèsia, el cercle descentrat de la bandera és similar al de la de Bangladesh (i al de la del Japó, tot i que el del Japó és centrat), però en aquest cas representa la lluna.

## Banderes històriques

Bandera dels territoris fideïcomissaris (1965 - 1981)
Bandera de les Nacions Unides (1947 - 1965)
Bandera dels Estats Units (1944 - 1994)